# Пирятинська вулиця (Київ)
Пиря́тинська ву́лиця — вулиця в Печерському районі міста Києва, місцевість Звіринець. Пролягає від бульвару Миколи Міхновського, з яким сполучається сходами, до Землянської вулиці (двічі, із розгалуженням на два «рукави»).
Прилучається Ломаківська вулиця.

## Історія
Вулиця виникла у XIX столітті під назвою 2-й Землянський провулок, назва походила від оборонного земляного валу. Сучасна назва — з 1955 року, на честь міста Пирятин.